# مقالات الكوثري (كتاب)
مقالات الكوثري كتاب يحتوي على خمسة وخمسين مقالة أو نحو مائة مقال كتبها الإمام الكوثري للمجلات العلمية بمصر، وجمعت بعد وفاته في كتاب واحد على يد السيد أحمد خيري - تلميذ الكوثري - وقد كتبها في الحديث والفقه والعقيدة وغير ذلك، وهذه المقالات من أهم مؤلفاته التي تبدو فيها شخصيته الناقدة،  وتشهد له بعلمه الغزير ودينه وغيرته على أمته مبينة كيف كان دائماً يدافع عن أهل السنة الأحناف الماتريدية، ونظراً لقيمة وأهمية هذه المقالات وتتميماً للفائدة تم إضافة نبذة مختصرة عن الإمام الكوثري وعن مقالاته في مقدمة الكتاب بقلم عدد من العلماء، وهم: الشيخ محمد يوسف البنوري الحنفي الديوبندي، والشيخ محمد أبو زهرة، والسيد أحمد خيري الحنفي الماتريدي، والشيخ محمد إسماعيل عبد رب النبي.

## خصائص المقالات
| مقالات الكوثري (كتاب) | الحمد لله رب العالمين وحده، والصلاة والسلام على سيدنا محمد خاتم النبيين من لا نبي بعده، وعلى آله وصحبه الذين حفظوا للإسلام عزه ومجده، وعلى حملة العلم الذين ينفون عنه تحريف الغالين وانتحال المبطلين وتأويل الجاهلين فبلغ فيه كل جهده. أما بعد .. فكنت قرأت كلمة في طبقات ابن سعد (ج2 ص105) بإسناد صحيح إلى مسروق - ذلك التابعي الكبير من رجال الكوفة - في حق حبر الكوفة وحبر القادسية وأقربهم إلى الله زلفى عبد الله بن مسعود قال: "لقد جالست أصحاب محمد - صلى الله عليه وسلم - فوجدتهم كالإخاذ، فالإخاذ يروي الرجل، والإخاذ يروي الرجلين، والإخاذ يروي العشرة، والإخاذ لو نزل به أهل الأرض لأصدرهم، فوجدت عبد الله بن مسعود من ذلك الإخاذ". هذه كلمة كنت قرأتها، رأيتها صدقت في عهدنا هذا على محقق العصر، الجهبذ الناقد البحاثة، الخبير الشيخ محمد زاهد بن حسن الكوثري المتوفى في ذي القعدة سنة 1371 هـ. سواء بسواء. فكان رجلاً يتجلى فيه بعصره هذه الميزة بأجلى منظرها. رجل جمع بين غاية سعة العلم والاستبحار المدهش ودقة النظر، والحافظة الخارقة للعادة والاستحضار المحير، والجمع بين علوم الرواية على اختلاف فروعها وشعبها، وعلوم الدراية على تفنن مراميها ومقاصدها، وبين رقة الشمائل ومكارم الأخلاق، من التواضع والقناعة بالكفاف، والورع والتقوى، والصبر على المكاره، وكرم النفس، والسماحة بخزائن معارفه ودفائن علمه، مع علم واسع بنوادر المخطوطات في أقطار الأرض وخزانات العالم، ثم الغيرة على حفظ سياج الدين، وإبداء وجه الحق إلى الأمة ناصع الجبين، كل هذا مع جمال منظر وسيماء، وقوة هيكل وأعضاء، فصدق فيه قول الله عز وجل: {وزاده بسطة في العلم والجسم}. وعلى الرغم من كل حاسد أذعنت القلوب لفضله ونبله، وسعة علمه واطلاعه، ولا تزال هذه الأمة تباهى بأفراد وأفذاذ في كل قرن من القرون المزدهرة بجمال العلم.. بيد أن الله سبحانه يخص قرناً بعد قرون بمن يكون نظير نفسه، ونسيج وحده، لا يشق له غبار ولا يساجله أحد. وأرى أن الكوثري ممن من الله به بعد دهور متطاولة في بلاد الأتراك، نشأ في بين العلم، في مركز العلم، ورزق قريحة وقَّادة، وطبيعة نَزُوعة إلى التوسع، ونشيطة في المكابدة لا يحول دونها ملل ولا سآمة، وتلقّى العلوم من جهابذة عصره، وغرر وقته، وكانت بلاد الآستانة ينابيع فياضة بنفائس المخطوطات، وعيوناً ثرة متدفقة بنوادر الكتب، ففتح عينيه، وشاهد عن يمينه وشماله وخلفه وأمامه مكاتب طافحة بالجواهر الثمينة، فترعرع فيها شاباً ومكتهلاً يتضلع من منابعها الصافية بكل رواء، ثم غربل مكاتب دمشق والقاهرة شيخاً مجرباً، وفوق كل ذلك إنه طلب العلم للعلم أولاً، ثم طلبه للحق ثانياً، وأرى أن العلم كماله وجماله لا يحصلان إلا بهذا المنحى البديع. لست أريد الخوض في غمار خصائصه ومميزات علمه، فإن أمامنا مقالاته وأبحاثه وهي شهود مقانع على ما أشرت إليه من مزاياه، فترى فيها ثروة علمية فياضة، يتدفق تيارها في كل ناحية من مناحي التحقيق والبحث، روايتها ودرايتها .. فقهها وحديثها .. كلامها ومعقولها .. أدبها وتاريخها، بكل دقة وبكل نصفة وبكل ديانة وبكل أمانة، ثم كل ذلك بكل صراحة لا يشوبه نفاق ولا مداهنة ولا مواربة، قياماً لخدمة الحق بما يقتضيه الحق، ونصيحة للدين بما يستدعيه الدين. قرأت الكوثري من قريب وقرأت للكوثري كثيراً من قريب ومن بعيد، وأرى أن الحق - والحق يقال - أن القوم لم يقدروا الكوثري بما يستحقه من تقدير وإجلال، ذلك المحقق، وذلك البحاثة الناقد، وذلك الخلق الجميل، والنبل الجزيل بمعنى الكلمة. بين يديك أيها القارئ الكريم "مقالات الكوثري" أًجِلْ فيها قداح نظرك الغائر ترى كل مقالة وكل موضوع يترقرق فيه علم عزير فياض. ولا أرى بأساً أن أذكر أمهات خصائص مقالاته وكتاباته فيما يلي إجمالاً ليكون القارئ بصيراً خبيراً، يتذوقه ذواقاً قبل تعاطيه، وتأخذه الأريحية قبل أن يرشح الإناء بما فيه: - كل ما كان يكتب أو أراد أن يكتب يكون الحامل عليه الذب عن حوزة الدين الإسلامي والانتصار للحق، دون أن يكون مرماه إبداء تحقيق فقط، أو مغزاه رجاء ثناء الناس عليه. فترى تأليفاته وتعليقاته ومقدماته ومقالاته كلها لا يشذ عن ذلك ذرة. - كل موضوع كتب فيه لا تجد نقلاً من غرر النقول في بابه من قرب أو بعد إلا تشاهده هناك بين يديك من مظانه وغير مظانه ومن بطون المجلدات ومن بطون الخزانات الدولية أو الشخصية، فتجد غرر النقول مما لا يتلقى إلا بشق الأنفس ماثلة أمامك بكل حسن وجمال. كفى وشفى ما في الصدور ولم يدعلذي إربة في القول جداً ولا هزلاً - كل موضوع ترى في تحليله أراء ناضجة، وأفكاراً صائبة، وعللاً للبحث شافية وافية، هي نتيجة للبحث الطويل، والتفكير العميق، والعلم الوافر، والسعي المتواصل مما لا يقوم بمثله إلا جهابذة العلم وصيارفة النقد. - أسلوبه في الكتابات مع تجليه بأجلى مظهر الأدب والنزاهة يغاير أسلوب عامة المتأنقين. وربما يحبس بعض المستأنسين بلين القول ورفق اللهجة، خشونة في الرد، وقسوة في الدفاع وإنما هي نتيجة حرارة دينية، وحماسة طبيعية .. الحق عنده أحب إليه من كل شيء باطل، والصدق أقرب إليه من كل زور، فطبعاً تتغير لهجة الرد على الكلام المردود بما يقتصيه قربه وبعده من الحق، فهو سمح هين لين مع كل من ضاع صوابه خطأ، وأما من أراد التلبيس في الحق أو التدليس في الدين فهو معذور في ذلك لا يستطيع اللين معه. فانظر يا رعاك الله: رجل يذكر أبا الحنيفة الإمام في المسجد الحرام بأبي جيفة! فكيف هو يقدر أن يلين معه القول. انظر كتابه "النكت الطريفة في التحدث عن ردود ابن أبي شيبة على أبي حنيفة" وانظر "تأنيب الخطيب فيما ساقه في ترجمة أبي حنيفة من الأكاذيب" تجد في أسلوبهما فرقاً بيناً، تجده في الأول موادعاً سمحاً ليناً، فين حين تراه في الثاني هزبراً مزيراً. وقصارى القول أن أسلوبه يتفاوت في الشدة واللين بمبلغ الخطورة في الكلام المردود .. وليت شعري إذا لم يكن هذا من قبيل الحب في الله والغضب في الله فماذا يكون؟ ترى الناس يستشيطون غيظاً إذا كانوا هم أهدافاً للملام والطعن، وتراهم أرحب صدوراً إذا فوقت السهام إلى دين الله وسنة رسوله! فذلك التحامل وهذا التحالم والتحمل كل في موضعه أمر شنيع!. ويعجبني قول الكوثري في (ص253): «أما الكوثري فهو - والله الحمد- ناصع الجبين جبان رعديد، لا يجترىء على تخطي حدود ما أنزل الله في ذاته وصفاته وأحكام شريعته .. لكنه بطل كرار، حنيفي حنفي يهد الأصنام كبيرها وصغيرها، ويسحق رؤوس عُبَّادها بمقامع الحجج من الكتاب والسنة والمعقول ما دام له عرق ينبض ... إلخ.» - كل كتاب أو مقالة لأحد ممن يجله ويحترمه إذا ظهر له فيه بعد من الصواب من أية ناحية لا يحول دون الرد عليه صلته بالمؤلف الكريم بالإجلال والتعظيم، فإن الحق أحب إليه من كل شيء، انظر كتابه "الاستبصار في الجبر والاختيار" حيث رد به مزالق الشيخ مصطفى صبري متكلم عصره، وكذلك رده في عرض كلامه في بعض كتاباته على فضيلة المغفور له الشيخ محمد بخيت المطيعي. - لا تجد في كل ما يكتب كلمات جوفاء، ولا تمهيداً فارغاً، ولا بسطاً مستغنى عنه في الموضوع، وإنما يكتب حينما يكتب صفوة ولباباً، وروحاً وجوهراً، لا يمكن لأحد أن يلخص كلامه. فليس هو يأتي بحشو في البين، ولا هو يخرج من الموضوع، وهذا أسلوب متين كالبنيان المرصوص يخضع له كل ذوق سليم. - هو محتاط متثبت في النقل، متيقظ لكل مدلول الكلام مطابقة والتزماً بكل صنوف الدلالات .. انظر أبلغ كتابة له في الرد على نونية ابن القيم وأقسى لهجة في كتبه هل تجد فيه مغمزاً؟ وكان سيفاً صقيلاً، وصارماً مسلولاً، ومهنداً مشهوراً، لم يستطيعوا فيه رواية ولا دراية في عشرين سنة مع غاية عدائهم إياه في هذا الموضوع. - لا يأتي في الاستدلال بأمور ذوقية أو وجدانية لا تقوم بمثلها حجة على الخصم، وإنما يأتي ببيّنات واضحة تقوم بمثلها حجة على رؤوس الأشهاد. - هو متصلب في المعتقد كصخرة صماء، منتصر للماتريدية غاية الانتصار، حارس متيقظ، يذب عن حريم الحنيفية كل حملة شنعاء، ولا تجد لصارمه نَبْوة، ولا لجوداه كَبْوة في هذا الصدد، وهذا غاية ما يؤخذ عليه، ولكني أقول متمثلاً: وعيرني الواشون أني أحبهاوتلك شكاة ظاهر عنك عارها أو أقول: ولا عيب فيهم غير أن سيوفهمبهن فلول من قراع الكتائب وبالجملة فهذه أمهات خصائصه، ومميزات مقالاته وكتاباته وتأليفاته، ويطول بنا القول لو أخذنا في سرد شواهد وبيّنات من غضون رسائله ومؤلفاته.... | مقالات الكوثري (كتاب) |

## اقتباس من الكتاب
يقول الإمام الكوثري في مقالة له بعنوان «عقيدة التنزيه»:
ومع ذلك لا تخلو من أن يفاجئك في بعض الحشود الحاشدة من لا يصون لسانه من فلتات في هذا الباب على مرأى من الناس ومسمع منهم، فربما تدعو تلك الشطحات بعض الناس إلى الاغترار بالباطل لصدورها من أصحاب عمائم كالأبراج، وأكمام كالأخراج، فيجب إذ ذاك وجوبًا مؤكدًا لفت النظر إلى مبلغ خطورة نسبة الحركة والحد والنهاية والجلوس والاستقرار المكاني على العرش والثقل ونحو ذلك من سمات الحدوث؛ إلى الله جل جلاله.

## محتوى الكتاب
- العلامة الكوثري ومقالاته بقلم الشيخ محمد يوسف البنوري.
- العلامة الكوثري بقلم الشيخ محمد أبو زهرة.
- الإمام الكوثري بقلم السيد أحمد خيري.
- العلامة العالمي الشيخ الكوثري بقلم الشيخ محمد إسماعيل عبد رب النبي.
- مصاحف الأمصار وعظم عناية هذه الأمة بالقرآن الكريم في جميع الأدوار.
- ما هي الأحرف السبعة.
- بدعة الصوتية حول القرآن.
- كعب الأحبار والإسرائيليات.
- حول حديثين في حديث من أحاديث رمضان.
- كلمة حول الأحاديث الضعيفة.
- حول حديث الجمل.
- ليلة النصف من شعبان.
- أسطورة قتل مرتدة شر قتلة في عهد الصديق.
- حديث معاذ بن جبل في اجتهاد الرأي.
- حديث: (لا وصية لوارث).
- حديث: (من تشبه بقوم فهو منهم).
- أحاديث الأحكام وأهم الكتب المؤلفة فيها وتناوب الأقطار في الاضطلاع بأعباء علوم السنة.
- الموطأ ورواته.
- فتح الملهم في شرح صحيح مسلم.
- الدين والفقه.
- شرع الله في نظر المسلمين.
- أنسخ الأحكام من حق الإمام كما يدعيه عالم!؟
- هل لغير الله حق في الإيجاب والتحريم.
- حديث رمضان: التجديد.
- حول حديث التجديد.
- حول فكرة التقريب بين المذاهب.
- اللامذهبية قنطرة اللادينية.
- خطورة التسرع في الإفتاء.
- كليمة حول المحاريب.
- حول مسألة المحراب: انتهاك حرمة الحقيقة والتاريخ مسايرة للهوى.
- بناء مساجد على القبور والصلاة إليها.
- العيد والجمعة.
- كشف الرؤوس ولبس النعال في الصلاة.
- هل تصح عمارة المساجد من زكاة المال؟
- حج بيت الله الحرام.
- محادثة قديمة حول الوقف الأهلي.
- خطورة المساس بالأوقاف الإسلامية.
- كليمة أخرى في الوقف.
- تعدد الزوجات والطلاق.
- الحكمة في تعدد الزوجات.
- حول تعدد الزوجات أيضاً.
- بعث الحكمين عند خوف الشقاق بين الزوجين.
- حول التضحية عن الأولاد.
- منشأ إلزام أهل الذمة بشعار خاص وحكم تلبس المسلم به.
- حجاب المرأة.
- نظر المرء إلى شرع الله معيار دينه.
- أثر العرف والمصلحة في الأحكام.
- رأي النجم الطوفي في المصلحة.
- العقيدة المتوارثة والفقه المتوارث.
- نصوص تنفع في تشخيص الأزهر الحديث.
- كلمة الأستاذ الشيخ محمد زاهد الكوثري.
- إنكار نزول عيسى  وإقرار عقيدة التجسيم.
- نماذج مما في (نقض الدارمي) الذي أبيح نشره.
- خطورة القول بالجهة فضلاً عن القول بالتجسيم الصريح.
- حول تحمس القصيمي اليوم.
- تحذير الأمة من دعاة الوثنية.
- أسطورة الأوعال.
- فتن المجسمة وصنوف مخازيهم.
- كتاب يسمى كتاب السنة وهو كتاب الزيغ.
- حول التحاكم إلى كتاب الجرح والتعديل.
- الصراع الأخير بين الإسلام والوثنية.
- حول كلمة تعزى إلى السيوطي غلطاً.
- عقيدة التنزيه.
- كلمة في تنزيه الله سبحانه وتعالى لعلي بن أبي طالب.
- الرسالة والأزهر.
- مروق القاديانية.
- ينسب إلى أبي حنيفة ضد ما تواتر عنه.
- القوة الخفية في الكون.
- مسألة الخلود.
- حكم محاولة فصل الدين عن الدولة.
- ابن عبد الوهاب والشيخ محمد عبده.
- محق التقول في مسألة التوسل.
- مولد خاتم رسل الله عليه أزكى الصلوات.
- المولد الشريف النبوي.
- المولد النبوي والدعوة النبوية.
- المولد النبوي الشريف.
- الإسراء والمعراج.
- كلمة عن الإسراء والمعراج.
- الهجرة النبوية فاتحة عهد جديد فياض.
- الهجرة النبوية.
- ذكرى الهجرة النبوية.
- ذكرى الهجرة النبوية والأزهر الشريف.
- كلمة عن خالد بن الوليد وقتل مالك بن نويرة.
- رد أسطورة في سبب وفاة الإمام الشافعي.
- مصنفات الإمام أبي جعفر الطحاوي.
- ترجمة كاتب جلبي مؤلف كشف الظنون.
- مؤلف روح البيان في تفسير القرآن.
- ترجمة العلامة إسماعيل الكلنبوي وبعض شيوخه.
- فقيد العلم العلامة إسماعيل صائب سنجر.
- فقيد الإسلام الشيخ يوسف الدجوي.
- فقيد العلم والدين العلامة محمد راغب الطباخ الحلبي.
- السيد محمد أمين الخانجي شيخ الكتبيين.
- طرف من أنباء العلم والعلماء.
- من أنباء العلم والعلماء.
- سليمان بن عبد الملك وأبو حازم.
- بعض الأغلاط التاريخية.
- رأي الشيخ محمد عبده في بعض المسائل.
- صلاح المجتمع الإسلامي بصلاح الأسرة.
- مأثرة عظيمة للسيدة قوت القلوب الدمرداشية.
- كلمة عن مقالات بالغة النفع.
- الأزهر قبيل عيده الألفي.
- إيضاح لابد منه بمناسبة مقال لأزهري.
- إحياء علوم السنة بالأزهر.
- السيرة الذاتية للإمام الكوثري.
- تقسيم السيرة إلى ثمانية فصول.
- الفصل الأول: في سرد تاريخ حياته من المولد إلى الوفاة.
- الفصل الثاني: ذكر أهم الأحداث في حياته على ترتيبها الزمني.
- الفصل الثالث: وصفه وصفاً دقيقاً.
- الفصل الرابع: قصيدة في الإمام الكوثري مع شرحها.
- الفصل الخامس: في بيان مؤلفاته وتقدماته وتعاليقه ومقالاته.
- الفصل السادس: في أمور خاصة.
- الفصل السابع: بيان بعض شيوخه وبعض مأثور كلامه من منظوم ومنثور.
- الفصل الثامن: تلامذته مرتبة أسماء من تعيه الذاكرة منهم على حروف المعجم.
- سند الإمام الكوثري.